# Lac Pythonga
Pour les articles homonymes, voir Pythonga.
Le lac Pythonga est un plan d'eau douce dans le territoire non organisé de Lac-Pythonga, dans la municipalité régionale de comté (MRC) La Vallée-de-la-Gatineau, dans la région administrative de l'Outaouais, au Québec, au Canada.
Ce lac est situé entièrement en zone forestière. Ce plan d’eau est généralement gelé de la mi-novembre à la mi-avril, néanmoins la période de circulation sécuritaire sur la glace est généralement de la mi-décembre à la fin mars.
Le lac Pythonga est située au centre de la zec Bras-Coupé–Désert. La partie Sud et Ouest du lac est desservie par la route forestière R0705.

## Géographie
Les versants hydrographiques voisin du lac Pythonga sont :
- côté Nord : lac David, lac Désert, lac Royal ;
- côté Est : ruisseau Flynn, rivière de l'Aigle, rivière au Hibou ;
- côté Sud : ruisseau Doyle, lac Doyle, ruisseau Rondeau, lac du Dépôt, Petite rivière Picanoc ;
- côté Ouest : ruisseau Ward, lac des Abattis.

Le lac Pythonga épouse la forme d’un Y dont la branche Nord-Ouest s’alimente de la décharge du lac David ; et la branche Nord-Est du ruisseau Inman. L'embouchure du lac est situé au Sud-Est.
À partir de l’embouchure du lac Pythonga, le courant traverse le lac Mooney et le lac au Hibou avant de se déverse sur la rive Ouest de la rivière de l'Aigle ; de là, le courant se dirige vers le Nord, jusqu’à la rivière Désert laquelle est un affluent de la rivière Gatineau.

## Toponymie
D’origine algonquin, la graphie de cet hydronyme est connue sous la forme « Pytongo », « Pytonga » et « Pitaonga », signifiant « il y a long de sable ». Cet hydronyme fait référence au terrain sablonneux du secteur, dénué d'arbres. Ce toponyme est en usage continue depuis le milieu du XIXe siècle.
L'hydronyme "lac Pythonga" a été officialisé le 5 décembre 1968 à la Banque des noms de lieux de la Commission de toponymie du Québec, soit à sa création.